# محمد محسن (لاعب كرة قدم)
محمد محسن السيد (1 أكتوبر 1990 - ) هو لاعب كرة قدم مصري في مركز الوسط يلعب حالياً في نادي القناة .

## وصلات خارجية
- محمد محسن على موقع قاعدة بيانات كرة القدم.إي يو (الإنجليزية)
- محمد محسن على موقع Soccerway.com (الإنجليزية)